# (1100) Arnica
(1100) Arnica – planetoida z pasa głównego asteroid.

## Odkrycie
(1100) Arnica została odkryta 22 września 1928 roku w Landessternwarte Heidelberg-Königstuhl w Heidelbergu przez Karla Reinmutha. Nazwa planetoidy pochodzi od arniki, rośliny z rodziny astrowatych. Przed jej nadaniem planetoida nosiła oznaczenie tymczasowe (1100) 1928 SD.

## Orbita
(1100) Arnica okrąża Słońce w ciągu 4 lat i 340 dni w średniej odległości 2,9 au. Należy do rodziny planetoidy Koronis.